# 埃贝尔·路易斯·库奇
路易斯（葡语全名Éber Luís Cucchi，1981年9月20日—），是一名巴西职业足球运动员。

## 职业生涯
2008年，路易斯加盟中超球队天津泰达。他在2008赛季虽然被中国足协禁赛8场，但仍攻入14球，其中路易斯在最后一轮比赛个人打进四球令其最终夺得联赛最佳射手。09年他与球队续约，但表现平平，出场22次仅打进2球。
2010年2月，路易斯加盟江苏舜天，在转投江苏舜天之后路易斯重任在肩，却无法打出昔日状态，最终被江苏舜天解约。回国后，路易斯加盟巴西南里奥格兰德州联赛球队新汉堡，2011赛季转投维拉诺波利斯。
2011年3月，青岛中能宣布与路易斯签约，路易斯重返中国联赛踢球。